# Vladimir Troshkin
Volodymyr Mykolayovych Troshkin (Yenakiieve, 28 de setembro de 1947 – 5 de julho de 2020) foi um treinador e futebolista ucraniano, que atuava como defensor.

## Carreira
Troshkin jogou no Dínamo de Kiev, com o qual conquistou quatro vezes o Campeonato Soviético de Futebol, uma Taça dos Clubes Vencedores de Taças e uma Supercopa da UEFA.
Fez parte do elenco da Seleção Soviética de Futebol, da Euro de 1972.

## Morte
Morreu no dia 5 de julho de 2020.